# Amtsgericht Gollub
Das Amtsgericht Gollub war ein preußisches Amtsgericht mit Sitz in Gollub.

## Geschichte
In Gollub bestand von 1849 bis 1879 die Gerichtskommission Gollub des Kreisgerichts Strasburg. Das königlich preußische Amtsgericht Gollub wurde mit Wirkung zum 1. Oktober  1879 als eines von neun Amtsgerichten im Bezirk des Landgerichtes Thorn im Bezirk des Oberlandesgerichtes Marienwerder gebildet. Der Sitz des Gerichtes war Gollub.  Sein Gerichtsbezirk umfasste aus dem Kreis Strasburg den Stadtbezirk Gollub und die Amtsbezirke Friederikenhof, Gajewo, Gollub und Radowisk und Teile der Amtsbezirke Oberförsterei Gollub, Lindhof und Wrotzk. Am Gericht bestand 1880 eine Richterstelle. Das Amtsgericht war damit ein kleines Amtsgericht im Landgerichtsbezirk. Der Amtsgerichtsbezirk kam aufgrund des Versailler Vertrages 1919 zu Polen, und das Amtsgericht stellte seine Arbeit ein. Im Jahre 1939 wurde Polen deutsch besetzt. Im Rahmen der Neuorganisation der Gerichte in Ostdeutschland und im ehemaligen Polen wurden das Amtsgericht Gollub neu gebildet und erneut dem Landgericht Thorn zugeordnet.
Im Jahre 1945 wurde der Amtsgerichtsbezirk unter polnische Verwaltung gestellt, und die deutschen Einwohner wurden vertrieben. Damit endete auch die Geschichte des Amtsgerichtes Gollub. Unter polnischer Verwaltung entstand das Sąd Rejonowy w Golubiu-Dobrzyniu (1950–1975: Sąd Powiatowy w Golubiu-Dobrzyniu).